# Вецца-д'Альба
Вецца-д'Альба (італ. Vezza d'Alba, п'єм. Vëssa) — муніципалітет в Італії, у регіоні П'ємонт,  провінція Кунео.
Вецца-д'Альба розташована на відстані близько 490 км на північний захід від Рима, 45 км на південний схід від Турина, 60 км на північний схід від Кунео.
Населення — 2258 осіб (2014).
Щорічний фестиваль відбувається 11 листопада. Покровитель — святий Мартин.

## Демографія
Населення за роками:

Станом на 1 січня 2023 року в муніципалітеті офіційно проживали 193 іноземці з 25 країн, серед них 103 громадяни країн Євросоюзу та 3 громадяни України.

## Сусідні муніципалітети
- Канале
- Кастаньто
- Кастеллінальдо
- Корнеліано-д'Альба
- Гуарене
- Монтальдо-Роеро
- Монтеу-Роеро